# Spowodowanie uszkodzenia ciała dziecka poczętego
Spowodowanie uszkodzenia ciała dziecka poczętego lub rozstroju zdrowia zagrażającego jego życiu – występek polegający na spowodowaniu:
- uszkodzenia ciała dziecka poczętego lub
- rozstroju zdrowia zagrażającego życiu dziecka poczętego.

Jest to przestępstwo przeciwko życiu i zdrowiu, skutkowe (materialne), które może być popełnione przez działanie lub zaniechanie, umyślnie w zamiarze bezpośrednim lub ewentualnym.
Występek określony w art 157a § 1 Kodeksu karnego, zagrożony grzywną, ograniczenia wolności albo pozbawienia wolności do lat dwóch.
Nie popełnia przestępstwa lekarz, jeżeli skutek czynu jest następstwem działań leczniczych, koniecznych dla uchylenia niebezpieczeństwa grożącego zdrowiu lub życiu kobiety ciężarnej albo dziecka poczętego (§ 2).
Nie podlega karze matka dziecka poczętego (klauzula niekaralności, § 3).